# Station Skawa Środkowa
Station Skawa Środkowa is een spoorwegstation in de Poolse plaats Skawa.